# コロンビエール＝シュル＝スル

青地に三つのビザンチン貨幣が描かれたコミューンの紋章

コロンビエール＝シュル＝スル（仏: Colombiers-sur-Seulles）は、フランスのノルマンディー地域圏、カルヴァドス県に属するコミューン。

## 地理
県の北部に位置し、カーンからは北西に16km、バイユーからは東に14kmほどの距離がある。海岸から5kmほど内陸に入ったところで、ソル川の左岸に家屋が集中している。西でティエルスヴィル、東でアンブリの各コミューンと接し、数キロ南西にはクルリーという人口1500人ほどの町がある。幹線道路のD176が通る。

## 歴史

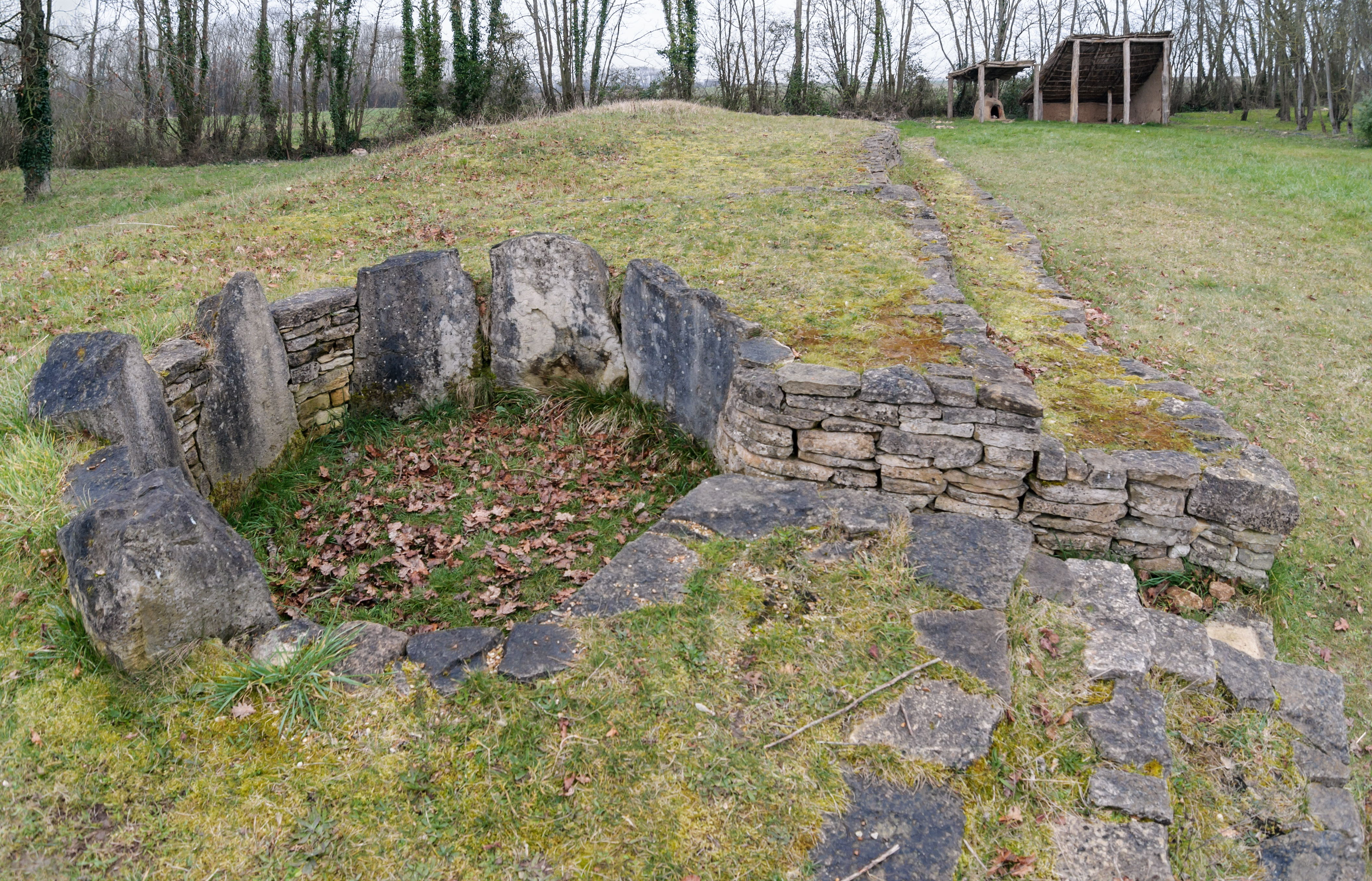
円墳

この地で考古学調査が行われたとき、紀元前4000年ごろのものと思われる円墳が発見された。ノルマンディーで最古の石造りの墓という貴重性から県が買収し、保存活動を行っている。

## 行政
- 首長：エルヴェ・リシャール（Hervé Richard、無所属、1995年から） 農夫

議会は11人で構成される。

## 人口の推移[2]
| 1962年 | 1968年 | 1975年 | 1982年 | 1990年 | 1999年 | 2007年 |
| ------ | ------ | ------ | ------ | ------ | ------ | ------ |
| 181    | 164    | 166    | 158    | 160    | 181    | 162    |

## 観光スポット
- 11世紀に建てられた聖ヴィゴール教会。19世紀になって復元された